# Attacus dammermani
Attacus dammermani är en fjärilsart som beskrevs av Walter Karl Johann Roepke 1953. Attacus dammermani ingår i släktet Attacus och familjen påfågelsspinnare. Inga underarter finns listade i Catalogue of Life.